# Les Razmoket (série télévisée d'animation, 1991)
Pour la série télévisée d'animation de 2021, voir Les Razmoket (série télévisée d'animation, 2021).
Production
Diffusion
Chronologie
Razbitume !
Les Razmoket (Rugrats) sont une série télévisée d'animation américaine créée par Arlene Klasky et Gabor Csupo et diffusée pour la première fois entre le 11 août 1991 et le 1er août 2004 sur la chaîne Nickelodeon.
Les Razmoket constituent un groupe d'enfants de trois mois à trois ans. Lorsque leurs géniteurs ne sont pas en mesure de les surveiller, ils se soustraient à leur dispositif de confinement pour explorer leur environnement et expérimenter des situations diverses, relevant à la fois de la réalité objective et de leur imaginaire subjectif. Leur chef se nomme Casse-Bonbon.
En France, la série a été diffusée du 17 octobre 1992 au 26 juin 1993 dans l'émission Canaille Peluche sur Canal+, puis de 1997 au 26 août 2007 sur Canal J, puis du 7 septembre 1998 au 9 septembre 2007 dans les émissions Les Minikeums, T O 3, France Truc et Toowam sur France 3 et du 16 novembre 2005 au 14 août 2022 sur Nickelodeon.
Au Québec, la série a été diffusée à partir du 6 septembre 1997 sur Canal Famille, devenu VRAK.TV.
Le 17 juillet 2018, Nickelodeon annonce le retour des Razmoket avec une nouvelle série d'animation télévisée (série dérivée) ainsi qu'un nouveau film pour le 27 mai 2021.

## Production

### Développement
Les Razmoket sont créés par un couple de jeunes mariés, Arlene Klasky et Gabor Csupo en compagnie de Paul Germain en 1989. Klasky Csupo avait à l'époque une grande entreprise d'animation qui réalise également des publicités et des Clips vidéo. Klasky, Csupó et Germain animaient également Les Simpson à l'époque, ce qu'ils continueront à faire jusqu'en 1992. Le trio décida de créer sa propre série en réaction de l'annonce de la chaîne câblée pour enfants Nickelodeon qu'il devait lancer sa propre tranche de séries d'animation, qui sera plus tard appelée Nicktoons. Avec la stimulation comique des pitreries des enfants en bas âge et de Klasky Csupo et en tirant également inspiré de The Beatles, l'épisode pilote de 6 minutes, Tommy et le gros truc blanc, est mis en production.
Peter Chung, avec Klasky et Csupó, a co-conçu les personnages et réalisé le pilote de la série, Tommy et le gros truc blanc, ainsi que le générique d'ouverture. Dans un article de Decider, Chung a dit : « Il [Gábor] voulait que les bébés soient « étranges » au lieu de « mignons ». La production a été achevée en 1990 et ils l'ont présenté à Nickelodeon, qui l'a testée auprès d'un public d'enfant. L'accueil pour l'épisode pilote a été principalement positive. Avec cela, la série est mise en production et les personnages de Charles-Edouard et Angelica ont été ajoutés.
Paul Germain a estimé que la série avait besoin d'un tyran. Angelica était inspirée d'un tyran dans l'enfance de Germain, qui était une fille. En plus de cela, c'est Germain qui a décidé qu'Angelica serait une gamine gâtée. Au départ, Klasky n'aimait pas Angelica et a également protesté contre les actions du personnage dans des épisodes comme « Vive le barbecue », où elle jette la balle de Tommy par-dessus la clôture.
Dans un article du New Yorker, Klasky dit : « Je pense qu'elle est une brute. Je n'ai jamais aimé Angelica. » Elle n'a jamais entièrement approuvé le développement du personnage d'Angelica. Son intimidation a amené Klasky à la dédaigner. Angelica a commencé à poser des problèmes pour certains membres de l'équipe des Razmoket.
En 1994, avant même que Nickelodeon diffuse le dernier des 65 épisodes, la production des nouveaux épisodes est interrompue et la plupart des scénaristes des Razmoket ont quitté Klasky Csupo. Après la fin de la diffusion originale, Nickelodeon avait suffisamment d'épisodes à diffuser chaque jour, et c'est exactement ce qu'il a fait, programmant l'émission en début de soirée, lorsque les enfants et les parents regardaient, entre autres plusieurs fois dans la journée. ; en 1996, les épisodes des Razmoket ont été diffusés 655 fois au cours de l'année civile, et malgré (ou peut-être à cause de) la saturation, elle restait l'une des séries les plus regardées de la télévision par câble cette année-là. La production des épisodes de la série reprend en 1996. Cependant, les tensions entre Klasky-Csupo et leurs anciens scénaristes existaient toujours.
Après Les Razmoket, le film et après avoir vu la « nouvelle » Angelica dans le film, Klasky a changé d'avis : « Je pense qu'elle est super pour la série ; j'aime Angelica. »

### Production des épisodes
Les épisodes ont été réalisés jusqu'à un an à l'avance. Tout d'abord, le scénario devait être écrit puis approuvé. La phase suivante comprenait l'enregistrement vocal, le storyboard, l'animation préliminaire, la sous-traitance à l'étranger, la livraison à l'étranger, suivi du montage. Tout cela devait arriver avant même que Klasky-Csupo n'envoie les bandes originales à Nickelodeon. De plus, une bonne animation a pris du temps. Au cours des six premières saisons des Razmoket, les émissions étaient principalement divisées en deux épisodes de onze minutes. Après le deuxième film et au cours de la 7e saison, Les Razmoket change de formule avec un format différent qui comprenait trois épisodes par émission, bien qu'il soit revenu à son format original de deux épisodes par émission au cours des deux dernières saisons.

## Distribution

### Acteurs principaux et secondaires
| | Voix originale                                                  | Voix française                                                                   |                   |
| Famille Cornichon                                                                                       | Famille Cornichon                                               | Famille Cornichon                                                                | Famille Cornichon |
| --- | --------------------------------------------------------------- | -------------------------------------------------------------------------------- | ----------------- |
| Tommy « Casse-bonbon » Cornichon (Thomas "Tommy" Pickles en V.O.)                                       | E.G. Daily                                                      | Alexis Tomassian                                                                 |                   |
| Jules Cornichon (Dylan « Dil » Pickles en V.O.)                                                         | Tara Charendoff                                                 | Sylvie Jacob                                                                     |                   |
| Jean-Roger Cornichon (Stuart « Stu » Pickles en V.O.)                                                   | Jack Riley                                                      | Bernard Tiphaine                                                                 |                   |
| Lucie Cornichon (Diane "Didi" Kropotkin Kerpackter-Pickles en V.O.)                                     | Melanie Chartoff                                                | Corinne Le Poulain Anne Plumet (voix de remplacement)                            |                   |
| Lou Cornichon (Louis Kalhern "Grandpa Lou" Pickles II en V.O.)                                          | David Doyle (1re voix) Joe Alaskey (2e voix)                    | Henri Labussière Bernard Tiphaine (Parfois)                                      |                   |
| Angelica « Couette-Couette » Cornichon (Angelica Pickles en V.O.)                                       | Cheryl Chase                                                    | Sylvie Jacob                                                                     |                   |
| Roger-Jean Cornichon (Andrew Louis « Drew » Pickles en V.O.)                                            | Michael Bell                                                    | Jean-Claude Montalban                                                            |                   |
| Charlotte Cornichon (Charlotte Pickles en V.O.)                                                         | Tress MacNeille                                                 | Évelyne Grandjean puis Claude Chantal                                            |                   |
| Famille Fifrelin                                                                                        |                                                                 |                                                                                  |                   |
| Charles-Édouard « la Binocle » Fifrelin (Charles « Chuckie" Finster, Jr. en V.O.)                       | Christine Cavanaugh (saisons 1 à 8) Nancy Cartwright (saison 9) | Adrien Antoine (saison 1 et 2) Natacha Gerritsen (saisons 1 à 9)                 |                   |
| Kimi Watanabe-Fifrelin                                                                                  | Dionne Quan                                                     | Sylvie Jacob (1re voix) Fily Keita (2e voix)                                     |                   |
| Charles Fifrelin, Sr. (Charles Norbert « Chas » Finster en V.O.)                                        | Michael Bell                                                    | Albert Augier (1re voix) Bernard Tiphaine (2e voix)                              |                   |
| Famille De La Tranche                                                                                   |                                                                 |                                                                                  |                   |
| Alphonse et Sophie « les Grumeaux » De La Tranche (Phillip « Phil » et Lillian « Lil » DeVille en V.O.) | Kath Soucie                                                     | Dolly Vanden                                                                     |                   |
| Gertrude ou Betty De La Tranche (Elizabeth « Betty » DeVille en V.O.)                                   | Kath Soucie                                                     | Évelyne Grandjean puis Claude Chantal                                            |                   |
| Olivier de la Tranche (Howard DeVille en V.O.)                                                          | Phil Proctor                                                    | Michel Muller                                                                    |                   |
| Famille McNulty                                                                                         |                                                                 |                                                                                  |                   |
| Todd et Ty McNulty                                                                                      | Grey DeLisle                                                    | ?                                                                                |                   |
| Timothé McNulty / Théodore McNulty                                                                      | Tara Charendoff                                                 | ?                                                                                |                   |
| Personnages secondaires des Razmoket                                                                    |                                                                 |                                                                                  |                   |
| Susie Carmichael                                                                                        | Cree Summer                                                     | Évelyne Grandjean puis Claude Chantal (1re voix et 2e voix) Fily Keita (3e voix) |                   |
| Câlins (Cuddles en V.O.)                                                                                | Joe Ranft                                                       | ?                                                                                |                   |
| Avocat (Lawyer en V.O.),                                                                                | Joe Ranft                                                       | Henri Labussière                                                                 |                   |

## Personnages

### Tommy, alias «Casse-Bonbon» Cornichon
Tommy « Casse-Bonbon » Cornichon (Thomas Tommy Pickles en VO) (VO par E.G. Daily ; VF par Alexis Tomassian) : Tommy est le fils de Jean-Roger et Lucie Cornichon, le frère aîné de Jules Cornichon et le cousin d'Angelica Cornichon. Il est le chef de la bande des Razmoket et porte un t-shirt bleu (à l'exception du premier épisode dans lequel il porte un t-shirt rouge) et des couches tout le long de la série. Tommy est un bébé à l'imagination débordante, mais aussi le plus courageux et le plus aventureux de la bande. Il est également disposé à faire tout ce qu'il doit pour ses amis et sa famille, notamment son meilleur ami Charles-Édouard « La Binocle » Fifrelin. Il a l'habitude de conserver un tournevis en plastique dans sa couche pour notamment crocheter le portillon du parc à bébés.

### Charles-Édouard, alias «La Binocle»Fifrelin
Charles-Édouard « La Binocle » Fifrelin (Charles Chuckie Finster en VO) (VO par Christine Cavanaugh en 1991-2002, Nancy Cartwright en 2002-2008 ; VF par Adrien Antoine (premiers épisodes) puis Natacha Gerritsen) : Charles-Édouard est un bébé âgé de 2 ans et le meilleur ami de Tommy. Il est le fils de Charles et de Melinda Fifrelin. Sa mère est décédée d'une maladie inconnue alors qu'il était un nouveau-né. Il a les cheveux roux en pétard, porte de grandes lunettes violettes comme son père, une chemise bleue sur laquelle est imprimée la planète Saturne, ainsi qu'un pantalon cargo vert et des chaussures rouges qui ne sont jamais attachées (et il trébuche souvent sur ses lacets défaits). Il est le garçon peureux du groupe et désapprouve toujours une aventure qui se prépare généralement entreprise par Tommy, bien qu'il puisse se révéler très brave et défendre ses amis. Plus tard, son père épouse Kira et Charles-Édouard devient le grand frère adoptif de sa demi-sœur Kimi après les évènements du film Les Razmoket à Paris. Son deuxième prénom est Crandall, comme le prouve les épisodes « Où sont mes lunettes ? » et Piégés comme des rats dans la série Razbitume !. Il a une peur bleue des clowns.

### Alphonse et Sophie, alias «Les Grumeaux»de la Tranche
Alphonse et Sophie « Les Grumeaux » de la Tranche (Phillip Phil and Lillian Lil DeVille en VO) (VO par Kath Soucie ; VF par Dolly Vanden) : jumeaux (garçon et fille, respectivement) Alphonse et Sophie sont les enfants de Gertrude et Olivier De la Tranche. Ils aiment tout faire ensemble, qu'il s'agisse de jouer dans la boue ou de trouver et manger des insectes. Ils provoquent souvent la confusion du fait de leur apparence similaire, bien que Sophie porte une petite robe et un ruban dans les cheveux et Alphonse, un short bleu. Ils s'appellent généralement par leurs prénoms (Phil et Lil en V.O) chaque fois qu'ils se disputent,
Dans les Razbitumes, les jumeaux ont des personnalités assez différentes, Sophie n'étant plus amatrice de saletés, contrairement à Alphonse. Tous deux jouent dans l'équipe de football de l'école : Alphonse y a joué en premier, attirant ainsi Sophie ; cette dernière est cependant bien meilleure que lui.

### Angélica, alias «Couette-Couette»Cornichon
Angélica « Couette-Couette » Cornichon (Angelica Pickles en VO) (VO par Cheryl Chase ; VF par Sylvie Jacob) : Angélica est la cousine de Tommy et Jules et la fille de Roger-Jean et Charlotte Cornichon. C'est une fillette de 3 ans très gâtée par sa mère et son père. C'est l'antagoniste récurrente de la série qui prend un plaisir à être méchante avec les bébés ou abuser de leur naïveté en leur inventant des histoires, mais elle fera de temps en temps des choses gentilles pour eux. Elle a les cheveux blonds courts attachés avec deux nœuds violets et porte une robe violette avec un collant à pois. Elle est capable de parler et comprendre à la fois les bébés et les adultes. Elle est aussi très gourmande (elle raffole notamment des cookies, sauf ceux à la noix de coco) et possède une poupée du nom de Cynthia.

### Susie Carmichael
Susie Carmichael (idem en VO) (VO par Cree Summer, avec E.G. Daily remplaçant pour quelques épisodes; V.F par Claude Chantal puis Fily Keita) : Autre enfant de 3 ans capable de parler à la fois aux adultes et aux bébés, Susie sert souvent de rival et de filigrane à Angelica, mais elles sont en fait des amies proches. Elle est gentille, compatissante, talentueuse et confiante, toujours prête à prendre la défense des bébés quand Angelica les intimide. Elle a des tresses africaines dressées sur la tête et porte souvent une robe bariolée et des chaussures semblables à celles d'Angelica. Susie est afro-américaine (la seule dans le groupe des Razmoket) et a été ajoutée à la série au cours de la deuxième saison (épisode Les voisins) faisant tout au long de celle-ci des apparitions récurrentes.
Dans le remake en 3D de la série, elle est plus jeune qu'Angélica et ne peut pas parler.

### Jules Cornichon
Jules Cornichon (Dylan Dil Pickles en VO) (VO par Tara Strong; VF par Sylvie Jacob) : Jules est le frère cadet de Tommy. Il est incapable de parler aux bébés, mais est capable de dire quelques mots. Il aime mâcher des choses et baver sur les gens. Il aime aussi frapper Tommy à la tête avec divers objets, notamment son hochet. Jules a été introduit dans le premier film des Razmoket après sa naissance. Au début, Tommy et Jules sont extrêmement jaloux l'un de l'autre, mais ils réalisent ensuite le lien qu'ils partagent en tant que frères. Il porte le nom du cousin de sa mère, raccourci de Jules.
Dans les Razbitumes, il est un grand amateur de paranormal.

### Kimi Fifrelin
Kimi Watanabe-Fifrelin (Kimiko Kimi Watanabe-Finster en VO) (VO par Dionne Quan; VF par Fily Keita) : Kimi est la demi-sœur de Charles-Édouard, introduite dans le deuxième film, Les Razmoket à Paris. Comme Tommy, Kimi est une fille très aventureuse et imaginative, maintient toujours une attitude positive et garde le sourire. Elle aide Charles-Édouard à apprendre à être un bon grand frère et l'aide souvent à surmonter ses peurs. Elle et sa mère Kira sont d'origine japonaise. On apprend dans les Razbitumes que son père vit au Japon. Elle a de bonnes relations avec lui, malgré la distance qui les sépare. Elle a eu à un moment le béguin pour Tommy, gravant dans sa maison un cœur avec les initiales de Tommy et les siennes.
Dans le remake 3D de la série, elle est plus âgée ; c'est une camarade de maternelle d'Angélica, à la fois amie et rivale de celle-ci.

### Hubert
Hubert (Spike en VO)(VO par Michael Bell dans une séquence de rêves dans l'épisode Marche ou rêve, Bruce Willis dans Les Razmoket rencontrent les Delajungle; VF par Patrick Poivey) : Hubert est le chien de la famille Cornichon, et un ami proche de Tommy Cornichon, celui-ci prétendant d'ailleurs qu'il est son meilleur ami animal. Il apparaît dans près des trois quarts de tous les épisodes, bien qu'il ne vienne généralement pas lorsque les Razmoket s'aventurent dans de nouveaux lieux, se contentant le plus souvent de mener ses activités de chien comme creuser des trous dans le jardin ou dormir dans sa niche. Il est mentionné que sa race est fictive et nommée Tigre de Sibérie. Comme indiqué dans Les Razmoket, le Film et Les Razmoket rencontrent les Delajungle, Hubert est très protecteur envers ses bébés et prendra leur défense quand ils sont en danger (comme dans le premier film quand il affronte un loup féroce). Il a plusieurs chiots avec la chienne de Kira.

### Jean-Roger Cornichon
Jean-Roger Cornichon (Stuart Stu Pickles en VO)(VO par Jack Riley; VF par Bernard Tiphaine) : Jean-Roger est le  père de Tommy et Jules, époux de Lucie et le frère de Roger-Jean. C'est un inventeur de nature optimiste et bien intentionné qui travaille à domicile sur des jouets qui se veulent révolutionnaires (bien que ses créations se soldent le plus souvent par des échecs, voire des catastrophes). Il crée aussi des inventions pour améliorer le quotidien de ses amis au grand dam de ces derniers, bien que Lucie le soutient dans sa démarche. Dans chacun des films de la trilogie Razmoket, les actions ou les inventions de Jean-Roger aident à mettre l'histoire en mouvement et parvient à sauver la situation (en particulier dans le premier film où il retrouve les bébés perdus dans la forêt, et le troisième film où il les sauvent ainsi que Nigel Delajungle, avec l'aide de ses amis). Sa date de naissance est le 23 octobre, conformément à l'épisode spécial Dix ans après. Il est le meilleur ami de Charles depuis son enfance, dans le même esprit que l'amitié entre Tommy et Charles-Édouard.

### Lucie Cornichon
Lucie Cornichon (Diane Didi Pickles en VO)(VO par Melanie Chartoff; VF par Corinne Le Poulain) : Lucie est l'épouse de Jean-Roger et la mère de Tommy et Jules. Elle est enseignante à temps partiel et est une mère de famille très protectrice envers ses enfants et veut apprendre toutes les astuces sur la manière de les élever, notamment en feuilletant des ouvrages sur la psychologie des bébés rédigés par le Dr Lipschitz. Elle n'aime pas le feuilleton Reptar qu'apprécient ses enfants (programme qu'elle juge trop effrayant pour eux), et préfère les voir jouer dehors dans le jardin ou dans le parc. Comme Charles-Édouard Fifrelin elle est coulrophobe. Lucie est également une Américaine russo-juive ayant deux parents juifs russes et serait peut-être également née en Russie. Arlene Klasky a déclaré qu'elle s'était inspirée d'elle-même pour créer ce personnage.

### Lou Cornichon
Louis Kalhern Grand-père Lou Cornichon (Louis Kalhern Grandpa Lou Pickles II en VO)(VO par David Doyle de 1991 à sa mort en 1997, puis Joe Alaskey de 1997 à la fin de la série; VF par Henri Labussière et occasionnellement par Bernard Tiphaine) : Le grand-père de Tommy, Jules et Angelica et le père de Jean-Roger et Roger-Jean. C'est un vieil homme de nature facétieuse et parfois grognon qui aime raconter des histoires (le plus souvent inventées et/ou interrompues par une de ses siestes) aux bébés avec qui il a une grande complicité. Il a vécu avec la famille de Jean-Roger et Lucie pendant la majorité de la série (avant de partir en maison de retraite et retrouver l'amour auprès de Lulu, son infirmière) et a souvent gardé les enfants. Il a été nommé à l'origine Stu Pickles Sr (dans la V.O) dans le pilote inédit Tommy et le gros truc blanc. Lou Cornichon a été soldat de l'armée américaine et a participé au débarquement de Normandie.

### Roger-Jean Cornichon
Roger-Jean Cornichon (Andrew Drew Pickles en VO)(VO par Michael Bell; VF par Jean-Claude Montalban) : Marié à Charlotte, il est le père d'Angelica et le frère aîné de Jean-Roger. C'est un banquier d’investissement bien payé (et plus tard comptable) qui cède souvent à l'autorité de son épouse et les caprices de sa fille. Roger-Jean ne s’entend pas toujours avec son frère, les deux se chamaillant souvent au sujet de petits problèmes, et il reproche parfois à son frère de ne pas mener un train de vie ordinaire avec un travail "normal" (notamment dans le premier film). Il s'adresse à Angelica le plus souvent en l'appelant Princesse.

### Charlotte Cornichon
Charlotte Cornichon (Charlotte Pickles en VO)(VO par Tress MacNeille; VF par Claude Chantal) : Mère d'Angelica et épouse de Roger-Jean Cornichon, Charlotte est la PDG de son entreprise. C'est une femme dynamique et autoritaire, qui  essaie aussi d'être une bonne mère mais est généralement détournée par des intérêts et enjeux commerciaux, laissant souvent sa fille seule. On la montre souvent avec son téléphone portable collé à l'oreille (même quand elle a accouché d'Angelica) pour s'adresser en particulier à son collègue Jonathan, qui est apparu quelquefois dans la série. Elle gâte aussi Angelica en jouets et sucreries mais est bien plus ferme que Roger-Jean quand il s'agit de la punir en cas de bêtises de cette dernière.

### Gertrude De La Tranche
Gertrude De la Tranche (Elizabeth Betty Deville en VO)(VO par Kath Soucie; VF par Claude Chantal) : La mère des Grumeaux Alphonse et Sophie et l'épouse d'Olivier De la Tranche. Très athlétique, c'est une amie proche de Lucie au caractère trempé et franche quand il s'agit de donner son avis (en particulier sur Jean-Roger qu'elle n'apprécie pas beaucoup). C'est une féministe engagée (comme dans l'épisode « Prête-moi ta robe » où elle emmène Sophie à une manifestation) qui a du talent pour faire de bons cafés, et plus tard dans la série travaille à l'exploitation du café Java Lava Coffee avec Charles Fifrelin.
Dans le remake 3D, elle semble être lesbienne puisqu'elle parle à Lucie d'« une de ses ex ».

### Charles Fifrelin
Charles Fifrelin (Charles Chas Finster en VO)(VO par Michael Bell; VF par Bernard Tiphaine) : Le père de Charles-Édouard (de qui il a hérité son gémissement adénoïdal et de plusieurs allergies) et le mari veuf de Mélinda avant de se remarier avec Kira dans le deuxième film des Razmoket, et devenir ainsi le beau-père de Kimi. C'est un père de famille doux, gentil et attentionné, qui aime son fils unique plus que tout au monde et le réconforte notamment quand son enfant se réveille à cause d'un cauchemar. Travaillant auparavant comme bureaucrate, il se reconvertit plus tard en tant que co-gérant du Java Lava Coffee House avec Gertrude. C'est le meilleur ami de Jean-Roger depuis son enfance, une relation semblable à l'amitié entre Tommy et La Binocle.

### Kira Watanabe-Fifrelin
Kira Watanabe-Fifrelin (Kira Watanabe-Finster en VO) (VO par Julia Kato; VF par Sylvie Jacob) : La mère de Kimi et la belle-mère de Charles-Édouard. C'est une femme divorcée, d'origine japonaise au tempérament calme, auparavant assistante de Coco LaBouche à Reptarland avant de se marier avec Charles Fifrelin dans le deuxième film Les Razmoket à Paris. Dans la série animée, elle cherche à se rapprocher de son beau-fils Charles-Édouard et essayer de le comprendre, afin de devenir une meilleure belle-mère.

### Olivier De La Tranche
Olivier De La Tranche (Howard Howie Deville en VO)(VO par Philip Proctor; VF par Jean-Claude Montalban) : Père d'Alphonse et Sophie et époux de Gertrude. C'est un homme doux et très discret, doué pour la cuisine et qui, le plus souvent, reste dans l'ombre de son épouse extravertie. Aussi ses apparitions dans la série sont rares et n'est presque jamais mis en avant dans un scénario d'épisode, si ce n'est pour le présenter par sa discrétion ou au contraire par son caractère volontaire avec des interventions ponctuées généralement par des catastrophes. Il est ainsi mis en avant lors du troisième film quand lui et ses amis se retrouvent échoués sur une île déserte, pour l'une de ses rares interventions vocales.

### Lucy Carmichael
Lucille Lucy Carmichael(VO par Cheryl Carter en 1992 et 1997, Lisa Dinkins en 1993 et Hattie Winston dans Les Razmoket, le film) : Mère de Susie et épouse de Randy. Elle est une mère émerveillée formée à Harvard en tant que médecin, qui a notamment enlevé les amygdales de Susie (que cette dernière admire beaucoup).

### Randy Carmichael
Randall Randy Carmichael(VO par Ron Glass) : Marié à Lucy Carmichael et est le père de Susie. Randy est scénariste de dessins animés et en particulier pour le célèbre programme Les Bétanounours.

### Taffy Maynston
Sarah Taffy Maynston(VO par Amanda Bynes) : C'est la petite-nièce adolescente de Lulu, qui a été embauchée comme baby-sitter régulière pour les bébés. Elle est la chanteuse d'un groupe, Taffy et les Eaux-Salée et joue de la guitare. Elle appelle toujours les bébés, Minis.

## Diffusion
La série est lancée sur Nickelodeon le 11 août 1991, soit le même jour que Doug et Ren et Stimpy.

### En France
La série débute le 17 octobre 1992 sur Canal+ à 18 h en remplacement de la série Les Simpson, déjà remplacée par Ren et Stimpy du 21 au 28 août de la même année.
Après la fin de la diffusion sur Canal+ le 26 juin 1993, la diffusion des Simpson reprend et la diffusion des Razmoket se poursuit sur Canal J dès 1997.
Le 7 septembre 1998, la diffusion hertzienne de la série reprend sur France 3 dans Les Minikeums.

## Accueil
Les Razmoket, en raison de leur succès critique et populaire, ont acquis en 1995 le statut de programme le plus visionné sur la chaîne Nickelodeon, mais ont perdu cette position au profit de Bob l’éponge en 1999. Les Razmoket ont par la suite été de 1996 à 2001 l'un des programmes les plus regardés des États-Unis. Attirant chaque semaine plus de 19 millions voir 20 millions de téléspectateurs et a été à cette même période la série télévisée pour enfant la plus regardée du pays avant d'être détrôné par Disney's House of Mouse en 2001 .
Les Razmoket, grâce à leur popularité aux États-Unis, ont connu un succès mondial en 1996, l'année où ils ont été classés comme la série télévisée d’animation la plus regardée à l’échelle planétaire mais ont cédé ce titre à Les Simpson en 2001, qui ont été eux-mêmes supplantés par Bob l’éponge en 2002,.

### Critiques
Depuis ses débuts en 1991, Les Razmoket ont généralement reçu des critiques positives de la part des critiques et des fans. Dans une interview en 1995, Steven Spielberg a qualifié la série de l'une des nombreuses émissions qui étaient les meilleures émissions pour enfants à l'époque. Spielberg a décrit les Razmoket comme "une sorte de TV Peanuts de notre temps". D'où le programme étaient également considérés comme un point fort de la montée en puissance de Nickelodeon dans les années 1990. Dans un communiqué de presse célébrant le 10e anniversaire de la série, Cyma Zarghami a déclaré : « Au cours de la dernière décennie, les Razmoket est passée d'une centrale d'audience, étant l'émission pour enfants numéro un à la télévision, au statut d'icône pop. Elle s'est assuré une place dans le cœur des enfants, qui la voient de leur propre point de vue ». Selon les producteurs de Nickelodeon, cette série en a fait la chaîne câblée numéro un dans les années 1990 pour les enfants de 6 à 14 ans. Jeff Jarvis a passé en revue les Razmoket et a déclaré : « Lorsque les Simpsons étaient un segment du Tracey Ullman Show, c'était juste une blague avec des prétentions branchées. En tant que série, elle a pris chair et tripes. C'était mon dessin animé préféré. Jusqu'à ce que je découvre les Razmoket de Nickelodeon, une vision sardonique et sournoise du monde à travers les yeux d'un enfant qui embrouille des parents trentenaires et Les enfants Cosby . »
Le programme a également reçu des critiques généralement favorable des groupes religieux. Les communautés juives, chrétiennes et musulmanes ont fait l'éloge de la série pour leurs épisodes spéciaux de vacances. Néanmoins, à un moment donné, l' Anti-Defamation League et la page éditoriale du Washington Post ont fustigé la série pour sa représentation des grands-parents maternels de Tommy Pickles, accusant la conception de leurs personnages de ressembler à des représentations de Juifs de l'ère nazie.

## Autour de la série
Quelques dates clés :
- 1991 : début de la série
- 1993 : première apparition de Susie dans l'épisode « Les voisins »
- 1998 : à la suite du premier film, naissance de Jules, le petit frère de Tommy
- 2000 : les Razmoket partent en voyage à Paris, Charles trouve une nouvelle femme et adopte sa fille Kimi
- 2003 : la série se termine sur l'anniversaire de Kimi (2 ans)
- 2003 : le troisième film des Razmoket sort en salle sous le nom Les Razmoket rencontrent les Delajungle (Rugrats Go Wild). Dans ce dernier film en date, les Razmoket rencontrent les héros de La Famille Delajungle, une série télévisée d'animation réalisée dans les mêmes studios.
- Pour célébrer le dixième anniversaire de la série, Klasky Csupo a réalisé un épisode spécial d'une heure où on voit les Razmoket en préadolescents. Cet épisode donnera lieu à une série dérivée, Les Razbitume (All Grown Up!).
- En juillet 2005, une autre série dérivée est apparue au Royaume-Uni : Angelica and Susie's Pre-School Daze (en français : Suzie et Angelica, panique à la maternelle). Cette série est centrée sur les débuts de Suzie et Angélica à l'école maternelle. Elle n'est composée que de quatre épisodes.
- Après une pause à la suite de la douzième saison, les Razmoket sont réapparus dans une série de films disponibles en vidéo et DVD intitulée Les Contes de la crèche (Tales from the Crib). Le premier épisode d'une durée de 72 minutes, Blanche-Neige (Snow White) est disponible en Zone 1 depuis le 27 septembre 2005 et depuis le 1er décembre 2006 en Zone 2. Le deuxième épisode Trois Jack et le Haricot magique (Three Jacks & a Beanstalk) est disponible en Zone 1 depuis le 5 septembre 2006.
- En septembre 2015, Russel Hicks, président de Nickelodeon annonce l'éventualité de la reprise de nombreuses séries anciennes, parmi celles-ci Les Razmoket et Hé Arnold ! sont les séries qui selon le sondage fanatique ont de nombreuses chances d'êtres reprises.
- En février 2021, une bande-annonce[26] du reboot de la série en images de synthèse est mis en ligne par le studio Nickelodeon.

## Films
- 1998 : Les Razmoket, le film
- 2000 : Les Razmoket à Paris, le film
- 2003 : Les Razmoket rencontrent les Delajungle